# Ruby Tuesday
〈Ruby Tuesday〉는 1966년 롤링 스톤스가 1967년 1월에 발매한 곡이다. 〈Let's Spend the Night Together〉와 함께한 이 노래는 미국에서 1위를 차지했고 영국에서는 3위에 올랐다. 이 곡은 미국판 《Between the Buttons》에 수록되었다(영국에서는 싱글이 스튜디오 음반에서 제외되는 경우가 많았다).
《롤링 스톤》은 이 곡의 310위로 역사상 가장 위대한 노래 500곡에 선정했다.

## 인증
| 국가                       | 인증 | 판매량/출하량 |
| -------------------------- | ---- | ------------- |
| 미국 (RIAA)                | 골드 | 1,000,000^    |
| ^출하량을 기반으로 한 인증 |      |               |